# Daniil Awraamowitsch Chwolson

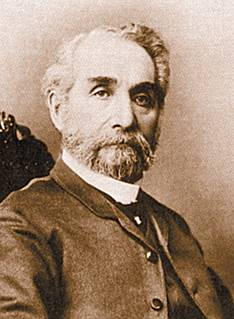
Daniil Awraamowitsch Chwolson

Daniil Awraamowitsch Chwolson (russisch Даниил Авраамович Хвольсон; geboren 21. Novemberjul. / 3. Dezember 1819greg. in Wilna; gestorben 23. Märzjul. / 5. April 1911greg. in Sankt Petersburg, Russisches Kaiserreich) war ein russischer Orientalist und Altertumsforscher.

## Leben
Chwolson stammte aus einem jüdischen Elternhaus und wurde früh in den talmudischen Wissenschaften unterrichtet. Er studierte seit 1840 in Breslau orientalische Sprachen, 1847 ging er zur Erforschung orientalischer Handschriften nach Wien. 1850 wurde er mit seiner Arbeit über die Sabier in Leipzig bei Heinrich Leberecht Fleischer promoviert. Im selben Jahr ging er nach Sankt Petersburg und setzte dort seine Studien fort. Dort trat er 1855 zum Christentum über und wurde Professor der orientalischen Sprachen an der Universität St. Petersburg. 1858 folgte eine Professur an der russischen geistlichen Akademie. 1858 wurde er korrespondierendes und 1908 Ehrenmitglied der Russischen Akademie der Wissenschaften in St. Petersburg.
Chwolson trat entschieden gegen die gegen Juden vorgebrachte Ritualmordanklagen auf. 
In den 1890er Jahren entdeckte Chwolson bei Ausgrabungen in Kirgisistan über 600 syrische Grabinschriften aus dem 14. Jahrhundert und konnte damit erstmals den Nachweis führen, dass die Assyrische Kirche des Ostens deutlich weiter nach Norden verbreitet war, als bis dahin angenommen worden war.
Sein Sohn Orest Danilowitsch Chwolson wurde ein bedeutender Physiker.

## Hauptwerke
- Die Ssabier und der Ssabismus. 2 Bde. Petersburg (1856)
- Über die Überreste altbabylonischer Literatur in arabischen Übersetzungen. Petersburg (1859)
- Über Tammûz und die Menschenverhehrung bei den alten Babyloniern. Petersburg (1860)
- Über einige mittelalterliche Beschuldigungen gegen die Juden. russisch, Petersburg (1861)
- Nachrichten über Chazaren, Burtassen, Bulgaren u.s.w. des Ibn Dafta. russisch, Petersburg (1867)
- Die semitischen Völker. Berlin (1872)
- Das letzte Abendmahl und der Todestag Christi. russisch, Petersburg (1875–78)
- Corpus inscriptionum Hebraicarum, enthaltend Grabschriften aus der Krim und andere Grab- und Inschriften in alter hebräischer Quadratschrift, sowie auch Schriftproben aus Handschriften vom 9.–15. Jahrhundert. Petersburg (1882).
- Syrisch-nestorianische Grabinschriften aus Semiretschie. Petersburg (1890)
- Das letzte Passahmahl Christi und der Tag seines Todes. deutsch, Petersburg (1892)
- Syrisch-nestorianische Grabinschriften aus Semiretschie, neue Folge. Petersburg (1897)